# Aleksandar Seifert
Pour les articles homonymes, voir Seifert.
Aleksandar Seifert (né le 25 novembre 1923 à Zagreb, mort le 27 août 1993 à Zagreb) est un entraineur croate de water-polo.

## Biographie
Son frère est l'architecte Ivan Seifert.
Un trophée de water-polo porte son nom en son honneur à Zagreb.

## Clubs
- P.K. Medvescak  ( Croatie)
- HAVK Mladost  ( Croatie)

## Palmarès
En tant qu'entraineur du HAVK Mladost :
- 4 fois champion de la Coupe d'Europe de water-polo masculin (1967, 1968, 1969 et 1971)
- Plusieurs fois champion de la ligue de Yougoslavie de water-polo masculin

En tant qu'entraineur de la sélection yougoslave de water-polo: 
- Or aux Jeux olympiques de Mexico de 1968
- Bronze au Championnat d'Europe de water-polo d'Utrecht de 1966